# Personalbeschaffung

Personalbeschaffung durch Buswerbung – Sebnitz

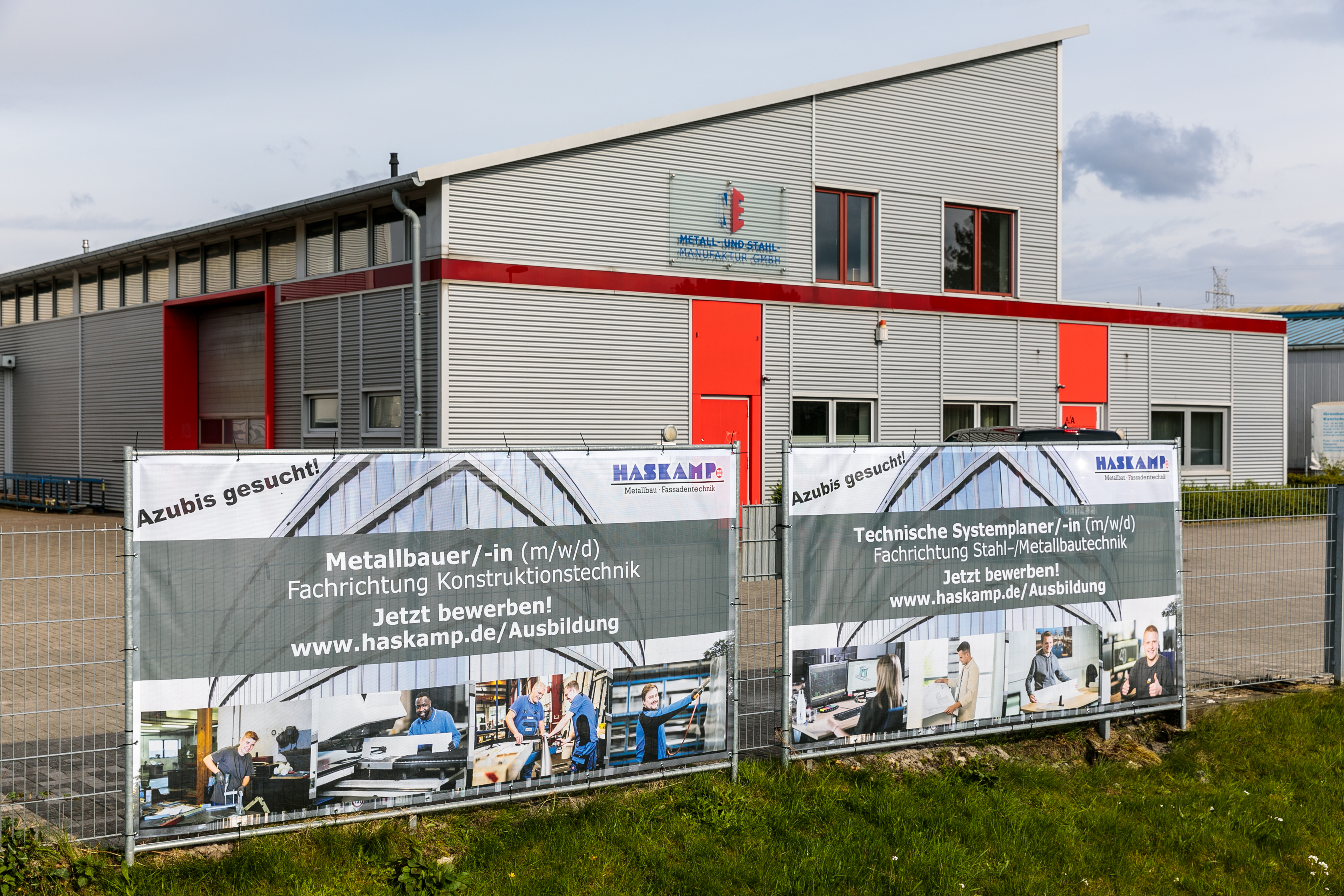
Azubi gesucht! Werbung am Werksgelände

Die Personalbeschaffung (englisch recruitment, recruiting) ist Teil der Personalwirtschaft und befasst sich mit der Deckung eines zuvor definierten Personalbedarfs. Ihre grundsätzliche Aufgabe besteht darin, das Unternehmen bedarfsgerecht und kostengünstig mit potenziell qualitativen Arbeitskräften zu versorgen.

## Methoden
Bevor Personal beschafft wird, wird der Personalbedarf in der gewünschten Anzahl, zur gewünschten Zeit am gewünschten Ort und – besonders wichtig – mit den erforderlichen Qualifikationen ermittelt. Der Personalbedarf einer Unternehmung lässt sich somit anhand der folgenden vier Dimensionen spezifizieren:
1. Quantitative Dimension: Wie viele Mitarbeiter werden benötigt?
2. Qualitative Dimension: Welche Qualifikationen müssen die potentiellen Mitarbeiter erfüllen?
3. Zeitliche Dimension: Zu welchem Zeitpunkt werden die Mitarbeiter benötigt?
4. Räumliche Dimension: Wo werden die Mitarbeiter benötigt?[3]

- Kurzformel: M.A.Z.O. richtiger Mitarbeiter, richtige Anzahl, richtige Zeit, richtiger Ort

Zur Berechnung des quantitativen Personalbedarfs dient der Abgleich zwischen vorhandenen Kapazitäten mit dem konkreten Bedarf unter Zuhilfenahme der Kennzahlmethode bzw. der Stellenplanmethode. Die Stellenbeschreibung dient schließlich der qualitativen Beschreibung des Bedarfs. Als Beschaffungsalternativen gelten die unternehmensinterne und die unternehmensexterne Personalbeschaffung.

### Interne Personalbeschaffung
Als interne Personalbeschaffung wird die Beschaffung von Personal innerhalb des Unternehmens bezeichnet. Methoden der internen Personalbeschaffung sind:
- Personalentwicklung (Mitarbeiter werden gezielt für die entsprechenden Aufgaben geschult und vorbereitet, ggf. in einem Coaching)
- Versetzung oder Inplacement (Mitarbeiter werden bei entsprechender Qualifikation an eine andere Stelle versetzt)
- Innerbetriebliche Stellenausschreibung (die Mitarbeiter werden aufgefordert, sich um die zu besetzenden Stellen zu bewerben)
- Mitarbeiterempfehlungen (Mitarbeiter empfehlen passende Kontakte aus ihrem eigenen Netzwerk)

Sie gliedert sich in drei Teilbereiche:
a) Bedarfsdeckung ohne Personalbewegung hat regelmäßig eine erhöhte Arbeitsbelastung zur Folge:
- Anordnung von Überstunden
- Strukturanpassungen (Aufbauorganisation) und Prozessregelungen (Ablauforganisation)
- Durchführung größerer Rationalisierungsmaßnahmen
- Personalentwicklung für einen Stelleninhaber

b) Bedarfsdeckung mit Personalbewegung hat regelmäßig eine Stellenneubesetzung zur Folge:
- Jobenrichment und Jobenlargement durch interne Ausschreibungen
- Personalentwicklung mit Beförderung
- Stellenclearing (Stellenreorganisation)

c) Aktive Personalbeschaffung innerhalb des Unternehmens (ggf. innerhalb des Konzerns): Sie greift bedarfsbezogen auf verschiedene interne Medien (Hauszeitschrift, Intranet, interne Stellenbörsen) zurück, um gezielt Bewerber für eine definierte Stelle anzusprechen. Die Personaldienstleiter innerhalb des Unternehmens (Human Resources) können hier als Informationsstelle oder Vermittler dienen:
- Angebote in Jobbörsen und Recruiting-Börsen
- Stellenausschreibung durch Annoncen (Intranet, Mitarbeiterzeitschrift resp. Hauszeitung)

#### Vorteile
- Eröffnung von Aufstiegschancen des eigenen Personals
- stärkere Bindung des Mitarbeiters an den Betrieb
- geringere Beschaffungskosten
- gute Kenntnis der Qualifikationen
- Einhaltung des betrieblichen Lohnniveaus, da sich der Mitarbeiter am betrieblichen Lohnniveau orientiert
- schnellere Stellenbesetzungsmöglichkeit
- Einstiegsmöglichkeiten für Nachwuchskräfte werden frei
- Motivation der Mitarbeiter
- geringere Einarbeitungszeit
- gezielte Förderungsmöglichkeit
- transparente Personalpolitik
- Unternehmensimage verbessert sich

#### Nachteile
- weniger Auswahlmöglichkeiten z. B. bei der Mitarbeiterauswahl
- Enttäuschung von Kollegen, besonders beim Aufrücken in Vorgesetztenpositionen, eventuell auch Spannungen und Rivalität (Neid oder Demotivation)
- zu starke kollegiale Bindungen (Sachentscheidungen werden „kumpelhaft“)
- Versetzung löst den Bedarf quantitativ nicht; die interne Rekrutierung zieht meistens eine Außenrekrutierung nach sich
- auch kommen durch diese Methode kaum neue Arbeitskräfte in das Unternehmen
- Förderung der sogenannten „Betriebsblindheit“, Fehler bleiben unerkannt
- nachlassende Mitarbeiter-Aktivität wegen „Beförderungsautomatisierung“

### Externe Personalbeschaffung
Als externe Personalbeschaffung wird eine Stellenausschreibung bzw. Mitarbeitersuche außerhalb des Unternehmens bezeichnet. Dabei lassen sich passive (oder mittelbare) und aktive (oder unmittelbare) Personalbeschaffung unterscheiden:
a) Passive Personalbeschaffung erfolgt durch die Bearbeitung und Archivierung eingehender Initiativ- bzw. Blindbewerbungen. Werbung ist im Rahmen der passiven Personalbeschaffung lediglich auf eine Verbesserung der Reputation des Unternehmens als Arbeitgeber(sog. Employer Branding) ausgelegt, um dieses für qualifizierte Bewerber interessanter zu machen und Initiativbewerbungen zu stimulieren. Eine konkrete Publikation des Personalbedarfs erfolgt nicht. Bei Notwendigkeit einer Nachbesetzung werden die Bewerber aus dem Pool zuerst herangezogen und zur Auswahl gestellt. Weitere Möglichkeiten ergeben sich aus der Nutzung vorhandener Bewerberdatenbanken bspw. über das Internet, die Agentur für Arbeit und Personalleasing bzw. Zeitarbeit.
b) Aktive Personalbeschaffung greift bedarfsbezogen auf verschiedene Medien zurück, um gezielt Bewerber für eine definierte Stelle oder für einen Karrierepfad anzusprechen. Neben zielgerichteter Werbung kommen interaktive Medien (Homepage) und Unternehmenspräsentationen in Betracht. Darüber hinaus können Vermittler eingeschaltet werden:
- Angebote in Jobbörsen und Recruiting-Börsen
- Nutzung der Recruiter-Funktionen und Sympathiewerbung in den neuen sozialen Medien
- Beauftragung von Personalvermittlern, Executive-Search-Unternehmen (Direktsuche) oder einer staatlichen Organisation wie in Deutschland dem örtlichen Arbeitgeberservice der Bundesagentur für Arbeit
- Stellenausschreibung durch Annoncen (Internet, Zeitung, Rundfunk)
- Informationsveranstaltungen bei Bildungsträgern und (Fach-)Hochschulen
- Unternehmenskontaktmessen an (Fach-)Hochschulen
- Recruiting-Veranstaltungen, Hochschulmarketing vornehmlich zur Rekrutierung von Berufsanfängern nach dem Studium (College-Recruiting)
- Anbieten von Praktika und unentschlossenen Personen die internen Möglichkeiten zeigen

#### Vorteile
- großes Auswahlspektrum
- Verminderung von Betriebsblindheit
- Möglichkeiten des Vergleichs der Qualifikationen interner und externer Mitarbeiter
- geringe Fortbildungskosten (die Auswahl der zukünftigen Mitarbeiter erfolgt zugeschnitten auf die ausgeschriebene Stelle)
- Vermeiden des Kettenreaktionseffekts (Neubesetzung der innerbetrieblich frei gewordenen Stelle)
- Einbringen von neuen Impulsen in den Betrieb

#### Nachteile
- Relativ höhere Beschaffungskosten durch Auswahl und Vergleich oder Einschaltung von Dienstleistern
- Das Risiko einer Fehlbesetzung ist höher als bei der internen Personalbeschaffung
- Es können bei neuen Mitarbeitern Eingliederungsschwierigkeiten auftreten
- Die Gehälter von Neueinsteigern sind häufig höher als die interner Kandidaten
- Mögliche Demotivation qualifizierter interner Mitarbeiter

## Vorgehen bei der Personalbeschaffung
Bei der Mitarbeiterbeschaffung Bewerber richtig einzuschätzen und treffsicher auszuwählen, zählt zu den schwierigsten Aufgaben im Personalbereich. Am Anfang dieses komplexen Weges steht die Stellenbeschreibung.

### Stellenbeschreibung
Eine Stellenbeschreibung ist die verbindliche und in einheitlicher Form abgefasste Festlegung der Eingliederung einer Stelle in den Organisationsaufbau. Ihre Ziele, Aufgaben und Kompetenzen, sowie ihre wichtigsten Beziehungen zu anderen Stellen werden hier erfasst. Sie sollte knapp und eindeutig formuliert sein und regelmäßig überprüft werden.
In einer Stellenbeschreibung werden die Zielsetzung der Stelle, die Aufgaben, und die Kompetenzen des Stelleninhabers durch genaue Formulierung beschrieben.
Die Ziele der Stellenbeschreibung liegen in der Transparenz, in der Verbesserung der Organisationsstrukturen und in der Erleichterung der Kontrolle und Beurteilung.

#### Vorteile
- Vorbeugen von Missverständnissen.
- Verhindern von Kompetenzschwierigkeiten.
- Nachgeordnete und Vorgesetzte sind bekannt.
- Reibungsloses Einarbeiten neuer Mitarbeiter.

#### Nachteile
- Fixierung auf beschriebene Tätigkeiten → Motivation sinkt
- Zeit- und Organisationsaufwendig.
- Regelmäßige Überarbeitung notwendig.

Demgegenüber steht die Arbeitsplatzbeschreibung, die eine schriftliche Darstellung der Tätigkeiten, die an einem Arbeitsplatz durchzuführen sind, beinhaltet.

### Arbeitsplatzbeschreibung
Eine Arbeitsplatzbeschreibung ist eine systematische, klare und möglichst objektive Beschreibung des Ist-Zustandes. Sie zeigt auf, was vom Arbeitsplatzinhaber gemacht wird, wie es gemacht wird und warum ein Arbeitsplatz besteht.
Durch die Beantwortung der Fragen
- Wer?
- Wie?
- Was?
- Zu welchem Zweck?
- Mit welcher Verantwortung?

erhält man Informationen über die wesentlichen Aufgabenbereiche des Arbeitsplatzes, charakterisiert die organisatorische Umgebung und hebt die wichtigsten Hauptaufgaben hervor.
Somit versteht man unter Arbeitsplatzbeschreibung eine schriftlich festgelegte Zielsetzung einer Stelle bzw. eines Arbeitsplatzes, mit den jeweiligen Aufgaben, Kompetenzen, Verantwortungen, den Beziehungen zu anderen Stellen und die Anforderungen an den Stelleninhaber.
Aus der Stellenbeschreibung und der Arbeitsplatzbeschreibung geht das Anforderungsprofil hervor.

### Anforderungsprofil
Das Anforderungsprofil ist die Beschreibung von vorausgesetzten oder gewünschten Eigenschaften (Fähigkeiten, Merkmalen). Das Anforderungsprofil muss eindeutig zeigen, welche Qualifikationen, Kompetenzen und welche Erfahrungen für die ausgeschriebene Stelle notwendig sind.
Sie ist eine tabellarische Anordnung von bestimmten Anforderungen des Betriebes an Bewerber, Auszubildende oder Mitarbeiter im Hinblick auf bestimmte Tätigkeiten. In dieser Tabelle kann die Bedeutung jedes einzelnen Anforderungsmerkmals für den Betrieb und bestimmte Tätigkeiten gewichtet werden.
An diesem Punkt ist die nötige Vorarbeit geleistet, um eine Stellenausschreibung anzufertigen.

### Stellenausschreibung
Eine Stellenausschreibung (auch Besetzungsbild) umfasst die Anforderungen an eine neu zu besetzende Stelle in einem Unternehmen. Sie kann innerbetrieblich (intern) oder außerbetrieblich (extern) erfolgen. Die Stellenausschreibung enthält weniger detaillierte Elemente als eine Stellenbeschreibung. Der Schwerpunkt beim Besetzungsbild liegt eher im Bereich der sozialen und fachlichen Kompetenzanforderungen sowie der groben Arbeitsziele.
Bei der innerbetrieblichen Stellenausschreibung wird den Mitarbeitern eine freie Stelle z. B. durch Rundschreiben bekannt gegeben. Dies bedeutet, dass sich Arbeitnehmer um eine andere Position im Unternehmen bewerben können. Der innerbetriebliche Bewerber muss dabei nicht bevorzugt werden, wobei nach gängiger Praxis interne Bewerber gegenüber externen Bewerbern bei vergleichbarer Qualifikation Vorrang erhalten. Parallel dazu können durchaus externe Personalbeschaffungsmaßnahmen getätigt werden.
Informationen, welche den Bewerbern zur Verfügung gestellt werden sollten, sind die Stellenbezeichnung, eine Kurzbeschreibung der Tätigkeit, die Zugehörigkeit zur Abteilung, die Filiale / Gruppe, die Arbeitszeiten, die erforderlichen Qualifikationen, die vorgesehene Vergütung und der vorgesehene Einsatzort.

### Stellenanzeige

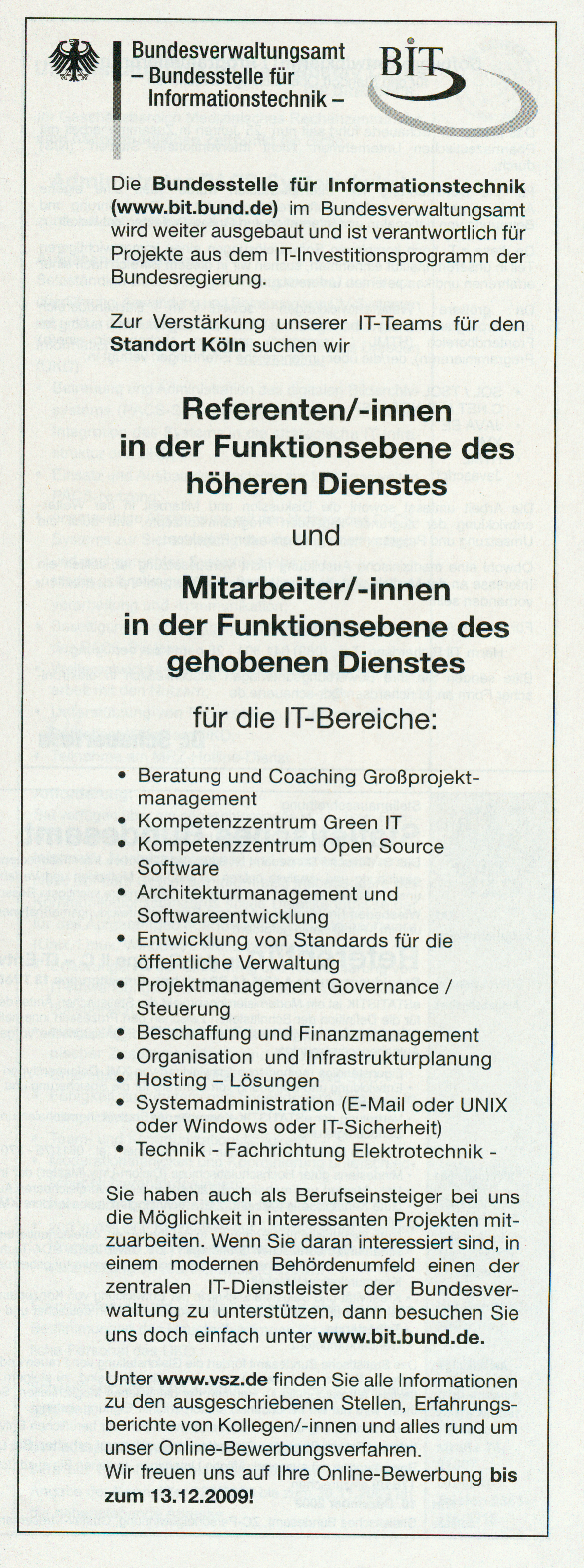
Beispiel

Bis in die 1990er Jahre hinein war das Hauptmedium für Stellenanzeigen die Tageszeitung. Im Gegensatz zu den Stellenangeboten für Führungskräfte, die in wenigen überregionalen Tageszeitungen und in Verbandszeitschriften zu finden sind, stehen die meisten Stellenanzeigen in der lokalen Presse. Mit zunehmender Verbreitung des Internets werden mehr und mehr Stellen auch online angezeigt (E-Recruiting).
Der Vorteil von Online-Stellenanzeigen liegt darin, dass sich Bewerber wesentlich schneller und übersichtlicher über offene Stellen informieren und bewerben können. Für Unternehmen wiederum besteht der Vorteil darin, dass Online-Stellenanzeigen wesentlich günstiger sind und über einen längeren Zeitraum laufen.

### Bewerbungen
Auf die Stellenanzeige hin erhält das Unternehmen Bewerbungen. Eine Bewerbungsmappe besteht aus dem Anschreiben, einem Lebenslauf mit Bewerbungsfoto, Arbeitszeugnissen und aus Schulzeugnissen bzw. Abschlüssen etc. Die erhaltenen Bewerbungsunterlagen werden nach den im Anforderungsprofil gesetzten Prioritäten, Wunsch- und Musskriterien sowie idealen Voraussetzungen gesichtet und können durch die beigefügten Zeugnisse bestätigt oder ausgeschlossen werden. Hierzu haben die meisten Unternehmen ihre eigenen Ordnungskriterien, nach denen die Unterlagen ausgewertet werden.
Darüber hinaus sind auch der optische Eindruck, die Vollständigkeit der Bewerbungsunterlagen und das Anschreiben ausschlaggebend für den Entschluss, den Bewerber zu einem Vorstellungsgespräch einzuladen.

### Anschreiben
Das Anschreiben spiegelt im äußeren Erscheinungsbild wider, ob es sich um eine individuelle oder standardisierte Antwort handelt. Gezielte Formulierungen und Erläuterungen als Antwort auf die Stellenanzeige geben Auskunft über Ernsthaftigkeit und Individualität des Bewerbers. Selbstverständlich ist nicht einwandfrei erkennbar, ob der Bewerber selbst das Anschreiben formuliert und erstellt hat. Durch das Beantworten folgender Fragen kann das Anschreiben analysiert werden:
- Persönliche Ansprache?
- Gezielte Auseinandersetzung mit dem Unternehmen?
- Gezielte Auseinandersetzung mit der Arbeit?
- Motivation deutlich erkennbar?
- Wird aktuelle Beschäftigung erwähnt?
- Sprache klar und verständlich?
- Grund für die Bewerbung glaubhaft und nachvollziehbar?
- Möglicher Eintrittstermin genannt?
- Wurde in die Bewerbung Zeit und Mühe investiert?
- Ist das Anschreiben logisch aufgebaut?

Grundsätzlich sollte sich das Anschreiben inhaltlich am AIDA-Modell orientieren. Dabei steht „AIDA“ für Attention, Interest, Desire, Action. Der potenzielle Bewerber sollte zunächst versuchen, die Aufmerksamkeit seines Gegenübers zu wecken (Attention). Maßgeblich hierfür ist eine einwandfreie Bewerbung. Das Interesse (Interest) des potentiellen Arbeitgebers soll geweckt werden. Dies geschieht i. d. R. durch eine interessante Darstellung der eigenen Person und des bisherigen Werdegangs sowie durch eine schlüssige Darstellung der Motivation, die zur Bewerbung geführt hat. Durch die einwandfreie und interessante Darstellung der eigenen Person soll beim Gegenüber das Verlangen geweckt werden, mehr über den Bewerber zu erfahren (Desire). Der Stellenausschreiber soll dazu bewogen werden, aktiv an den Bewerber heranzutreten, um ihn einer näheren Überprüfung zu unterziehen (Action). Dies kann z. B. in Form eines Vorstellungsgespräches oder mit Hilfe von Assessment Centern erfolgen.

### Bewerbungsgespräch
Nach dem Auswahlverfahren lädt das Unternehmen die ausgewählten Bewerber zu einem Bewerbungsgespräch ein. Hierzu kann ein Einstellungstest ähnlich einem IQ-Test gemacht werden. Es ist jedoch nicht unüblich, dass dem Bewerber abstrakte Aufgaben gestellt werden, wie zum Beispiel das Vorspielen einer Verkaufsituation oder Ähnliches. Das Bewerbungsgespräch dient im Grunde dazu, einen persönlichen Eindruck vom Interessenten zu bekommen. Der persönliche Eindruck sagt meist mehr aus als jede schriftliche Bewerbung. Der Bewerber unterliegt beim Bewerbungsgespräch der Wahrheitspflicht, welche folgend kurz erklärt wird:
- Berufsausbildung: Fragen danach muss der Arbeitnehmer umfassend beantworten. Ebenso muss er Auskünfte über seine früheren Arbeitgeber geben.
- Straftaten: Über Vorstrafen muss der Arbeitnehmer Auskunft geben, wenn sie einschlägig sind. Über laufende Ermittlungen darf er jedoch schweigen, auch wenn sie einschlägig sind.
- Krankheit: Ein Arbeitnehmer darf bei Einstellung nach aktuellen Erkrankungen gefragt werden, wenn sie für die aufzunehmende Arbeit relevant sind. Das ist dann der Fall, wenn der Bewerber nicht in gleicher Weise einsatzfähig ist wie ein gesunder Kollege, wenn sich seine Kollegen anstecken könnten oder wenn damit zu rechnen ist, dass er in absehbarer Zeit arbeitsunfähig wird.
- Schwerbehinderung: Eine Schwerbehinderung muss auf Nachfrage immer dann eingeräumt werden, wenn sich das Gebrechen auf die künftige Arbeitsleistung auswirken kann. Lügt der Bewerber, kann der Arbeitgeber kündigen.

### Auswertungsbogen
Um entscheiden zu können, welche der Bewerber eingestellt werden und welche nicht, wird ein Auswertungsbogen zum jeweiligen Auswahlgespräch ausgefüllt.
Anhand dieser Bögen entscheidet das Unternehmen nach allen Gesprächen, welche Bewerber eingestellt werden. Diese erhalten eine schriftliche Zusage, alle Anderen eine schriftliche Absage.

### Probearbeit
Einige Unternehmen lassen die Bewerber jedoch erst für einen bestimmten Zeitraum probearbeiten und entscheiden sich erst dann, ob sie mit dem Bewerber einen Arbeitsvertrag abschließen oder nicht.